# Улица Цюрупы (Уфа)
У́лица Цюру́пы в Уфе расположена на территории Кировского и Советского районов. Примечательна тем, что начинается и заканчивается на набережных реки Белой. Часто неправильно произносится как «улица Цурюпы».

## История

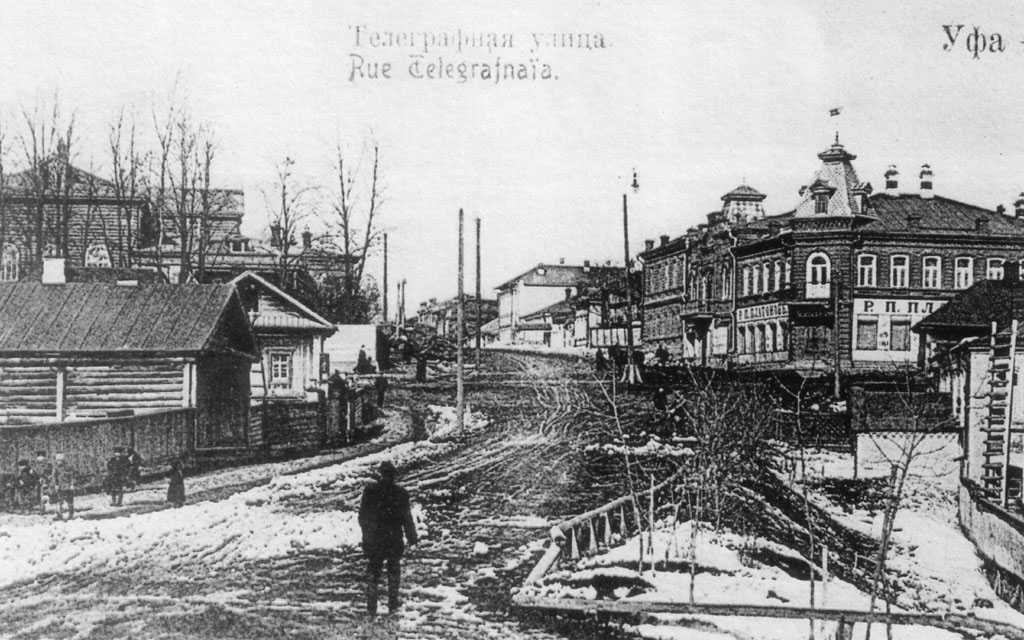
Телеграфная улица на фотографии А. А. Зираха

Улица Цюрупы — одна из старейших улиц Уфы. Она начала формироваться в XVIII в. от перекрёстка с Большой Ильинской улицей на север. Начало брала в Труниловской слободе. Вначале использовалась как почтовый тракт, для чего на ней были построены мосты через овраги. Первоначальное её название — Больничная улица, поскольку на ней стояла губернская больница. В начале XIX в. на ней был возведён деревянный губернаторский дом (не сохранился), после чего улица стала именоваться Губернаторской (позже такое название получила другая улица, на которой был построен Губернаторский дом).
По уфимскому плану 1819 г. бывшая до того односторонней, Губернаторская улица становится двусторонней. На ней возвели Полицейское управление, почтамт, казармы и дом казачьего атамана. После возведения губернского телеграфа улица снова сменила название и стала называться Телеграфной.
С 1920 г. улица получила очередное название в честь революционера-большевика В. Н. Подбельского, а в 1928 г. вновь сменила имя на улицу Цюрупы, в честь государственного и политического деятеля Александра Дмитриевича Цюрупы.

## Исторические здания и сооружения
- Здание Учительского института (Цюрупы, 9). Ныне Уфимская государственная академия искусств им. Загира Исмагилова (театральный факультет, факультет изобразительных искусств).
- Здание Мариинской гимназии (Пушкина, 108 — Цюрупы, 11). Ныне Гимназия № 3.
- Здание Уфимской губернской земской управы (Цюрупы, 12). Ныне ОАО «Уфимкабель».
- Здание Городского полицейского управления (Октябрьской революции,14 — Цюрупы, 26). Ныне Пожарная часть № 1 Ленинского района.
- Дом-особняк Платоновых (Цюрупы, 38). Ныне Государственный комитет Республики Башкортостан по делам юстиции.

Памятник А. Д. Цюрупе

- Уфимское уездное училище
- Усадьба Кузякиных

## Достопримечательности
- Памятник А. Д. Цюрупе
- Памятник пожарным, погибшим при исполнении служебного долга
- Торговый комплекс «Центральный» (Центральный рынок)

## Транспорт
Северная часть в основном пролегает в частном секторе, поэтому общественный транспорт обслуживает южную сторону улицы. До сентября 2011 г. параллельная улице Цюрупы улица Ленина обслуживалась автобусами и маршрутным такси, а общественный транспорт улицы Цюрупы был представлен в основном троллейбусами. После ввода в сентябре 2011 г. на улице Ленина одностороннего движения большинство автобусных маршрутов было переброшено на улицу Цюрупы, однако вскоре это решение было отменено.